# روبن الکاراز
روبن الکاراز (انگلیسی: Rubén Alcaraz؛ زادهٔ ۱ مهٔ ۱۹۹۱) بازیکن فوتبال اهل اسپانیا است.
از باشگاه‌هایی که در آن بازی کرده‌است می‌توان به باشگاه فوتبال ژیرونا، باشگاه فوتبال اسپانیول، باشگاه فوتبال بارسلونا، و باشگاه فوتبال رئال وایادولید اشاره کرد.